# سيرجيو أوقستو لوبيز راميريز
سيرجيو أوقستو لوبيز راميريز هو سياسي مكسيكي، ولد في 16 يناير 1961 في مدينة أغواسكاليينتس في المكسيك. نشط حزبياً في Ecologist Green Party of Mexico ‏. وقد انتخب عضو مجلس النواب المكسيك ‏.